# 35222 Делбарріо
35222 Делбарріо (35222 Delbarrio) — астероїд головного поясу, відкритий 4 грудня 1994 року.
Тіссеранів параметр щодо Юпітера — 3,575.